# Клейборн (окръг, Тенеси)
Окръг Клейборн (на английски: Claiborne County) е окръг в щата Тенеси, Съединени американски щати. Площта му е 1145 km², а населението – 29 862 души (2000). Административен център е град Тейзуел.